# Rafaino Caresini
Rafaino Carissimi (Raphainum de Caresinis), né en 1314 et mort à Venise le 9 septembre 1390 est un homme politique, diplomate et historien vénitien du XIVe siècle. Il fut admis à la noblesse vénitienne à la suite de la guerre de Chioggia en 1381.

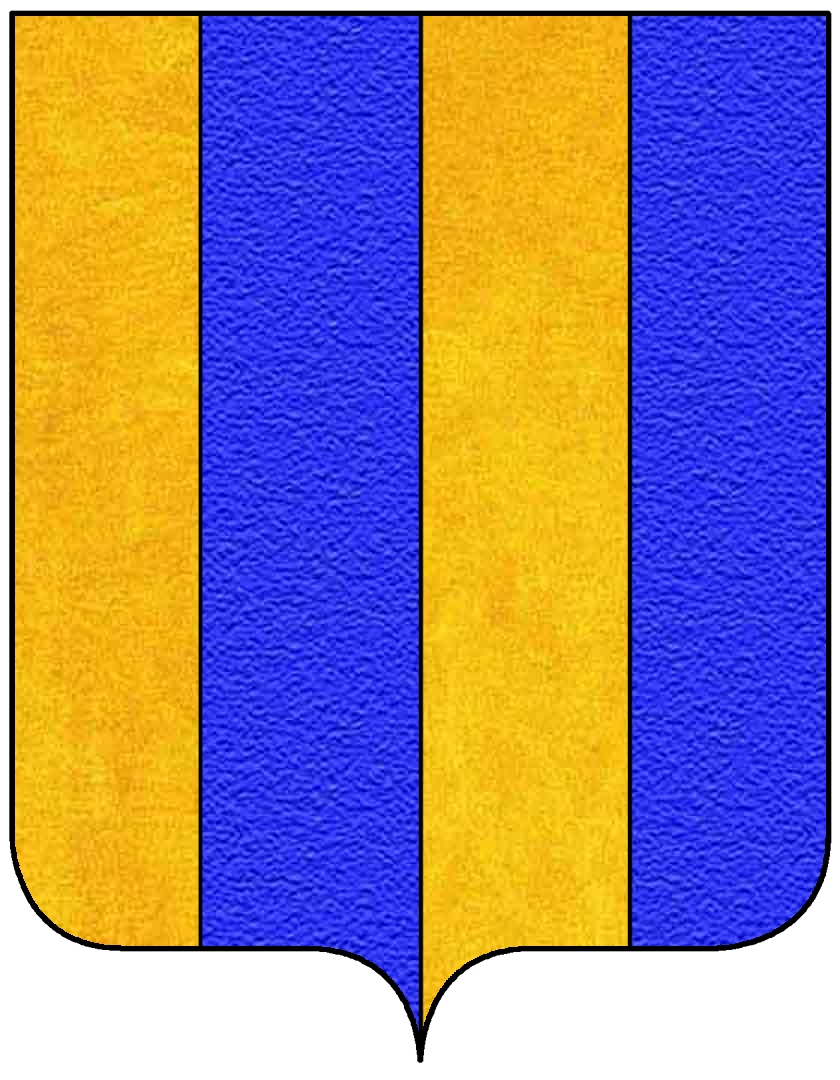
Les armes sont d'or à trois pals d'azur

## Biographie
Caresini nait en 1314, fils de Enrico di Alberto, notaire de Crémone. 

Il épousa Caterina (+1382) en premières noces avec qui il eut un fils décédé très jeune et une fille mariée au docteur Giovanni Balastro ; il épousa en secondes noces Beatrice, avec qui il a eu deux fils : Pietro - qui a épousé Elisabetta Loredan, sans descendance - et Giovanni, dont le fils est resté sans descendance. Ainsi, la famille Caresini s'éteignit vers 1430.
Rafiano, intimement lié à la fortune de Enrico Scrovegni, suivit ce dernier à Venise où il s'installa définitivement en 1341. Il hérita des Scrovegni une haine implacable envers Francesco da Carrara.

Caresini entra dans la chancellerie ducale devenant notaire de la Quarantie en 1343, puis scribe ducal en juin 1344. Il mena une carrière diplomatique sous l'impulsion favorable du doge Andrea Dandolo et avec le soutien du Maggior Consiglio il devint Grand Chancelier. Il fut envoyé à Naples en 1348, à Vérone en 1350, au Vatican en 1353. Le 1er juin 1355, Caresini signe avec le grand chancelier de Milan la paix avec les Visconti, avant de partir en 1356 en poste à Gênes et ce jusque 1360. En 1361, il est envoyé à Avignon auprès du pape Innocent VI. En 1362, il fut envoyé auprès de la cour d'Aragon avant d'être envoyé en 1363 auprès de Francesco da Carrara. Fin 1363 et début 1364, il obtint du doge de Gênes et du condottiere milanais Luchino dal Verme des mesures pour agir contre les rebelles de Candie. En juin 1364, il fut encore envoyé à Avignon pour expliquer le conflit avec le roi d'Aragon et les menaces du roi de Hongrie sur l'Istrie. En juillet 1365, il réintègre la grande chancellerieà Venise pour y présenter des propositions de paix aux Aragonais.

Vu son âge, Caresini n'a pas participé aux opérations militaires de la guerre de Chioggia en 1381, mais versa une contribution de 500 ducats d'or, qui lui donna accès à la noblesse vénitienne. Il décède à Venise le 9 septembre 1390 en léguant un capital non négligeable investi dans des imprestiti (obligations) de la Seigneurie et dans de l'immobilier loué à Crémone et à Venise. Il laisse aussi des chroniques historiques, dans la continuité de la chronaca brevis d'Andrea Dandolo et décrivant l'histoire de Venise de 1372 à 1382 avec les guerres de Padoue et de Chioggia.